# Salier Lajus Courtois Sadirac
Pour les articles homonymes, voir Salier et Lajus.
L’agence d’architecture Salier, Courtois, Lajus et Sadirac est fondée en 1964, par Yves Salier (1918-2013), Adrien Courtois (1921-1980), Pierre Lajus (1930-) et Michel Sadirac (1933-1999), originaires de Bordeaux, inspirée par l’éthique constructive du Bauhaus et de la relation entre extérieur et intérieur illustrée par Frank Lloyd Wright et Richard Neutra.

## Histoire
Entre 1955 et 1985, plusieurs ateliers d'architecture se succèdent : agences d’architecture Salier-Courtois (1955-1964), Salier-Courtois-Lajus-Sadirac (1964-1969), Salier-Courtois-Lajus-Fouquet (1969-1974), Salier-Courtois-Fouquet (1974-1980) et l’agence Salier-Fouquet (1980-1985)

### Reconstruction de Royan

La villa Hélianthe (Royan), à la façade blanche et courbe, d'Yves Salier.

Après la Seconde Guerre mondiale, les destructions sont telles que Royan sert, avec d’autres villes, de laboratoire de recherche sur l’urbanisme. En août 1947, c'est le projet d’aménagement d'un Royan 1950 de l’urbaniste bordelais Claude Ferret qui est accepté. Yves Salier et Adrien Courtois commencent à travailler au  sein de l'agence de Claude Ferret. 
Entre 1954 et 1957, Adrien Courtois est un des maîtres d'œuvre du Palais des congrès de Royan. 
Yves Salier intervient sur l'îlot 50 de la reconstruction de Royan. Il réalise en particulier la villa Hélianthe qui forme un arc de cercle épousant la parcelle d'angle qu'elle occupe. Les structures porteuses se réduisent à une série de piliers soutenant trois dalles de béton, permettant de dégager un important volume intérieur, tandis que les façades écrans présentent une alternance de murs pleins et ajourés, de claustras et de larges baies. L'ensemble est surmonté d'un toit-terrasse gravillonné.

### Salier-Courtois (1955-1964)
Entre 1950 et 1954, Adrien Courtois et Yves Salier travaillent sur la Caserne des pompiers de la Benauge à Bordeaux en tant qu'associé de Claude Ferret. Ils réalisent la reconstruction de l'usine Marie Brizard, rue Fondaudège, et y installent l'un des premiers murs-rideaux sur Bordeaux.

### Salier-Courtois-Lajus-Sadirac (1964-1969)
Puis ils sont rejoints par Pierre Lajus et Michel Sadirac. L'essentiel de leur projet concerne  la réalisation de maisons individuelles. Toutefois le cabinet s'intéressa aussi aux ensembles collectifs, bureaux et édifices religieux. L'atelier conçoit les jardins de Gambetta dans le quartier de Mériadeck soit 6 immeubles pour une surface de 23 800 m2.

### Salier-Courtois-Lajus-Fouquet (1969-1974)
L'atelier intervient pour la construction du nouveau quartier Meriadeck à Bordeaux, en assurant la maîtrise d'œuvre des Jardins de Gambetta. Fouquet rejoint l'atelier après la conception des opérations de Meriadeck, mais il participera au suivi des travaux.

### Salier-Fouquet (1980-1985)
Michel Sadirac est le lauréat Interarch’87 lors de la Biennale mondiale de l’architecture à Sofia avec sa maison sur la dune . Il reçoit la grande médaille d’argent décernée par l’Académie d’architecture en 1991, pour l'ensemble de son œuvre.

## Quelques réalisations notables
Les architectes des équipes, qui se succèdent entre 1955 et 1985,  sont originaires de la région bordelaise, aussi les ateliers d'architecture interviennent essentiellement en Gironde.

### Logements individuels
- La maison girolle  dont le premier exemplaire est réalisé en 1966[8], environ 700 maisons Girolles ont été dénombrées principalement en Gironde autour du bassin d'Arcachon et de Lacanau[9].
- La maison Jacques Salier conçue en 1966, à Latresne au milieu des vignes de l'entre-deux-mers[10].
- Villa Geneste au Pyla-sur-Mer (1967).  Pierre Lajus décrit la maison ainsi : « La qualité de l'espace architectural que nous aimons est celle de l'espace ouvert du plan libre de Le Corbusier discipliné par l'exemple du Bauhaus, la fluidité des relations entre intérieur et extérieur que nous avons appris des architectes californiens Neutra, Schindler, Ellwood et bien sûr Frank Lloyd Wright, mais aussi des créateurs de l'architecture traditionnelle japonaise »[11].
- Maison à Bouliac par Michel Sadirac (1970)[12].

### Logements collectifs

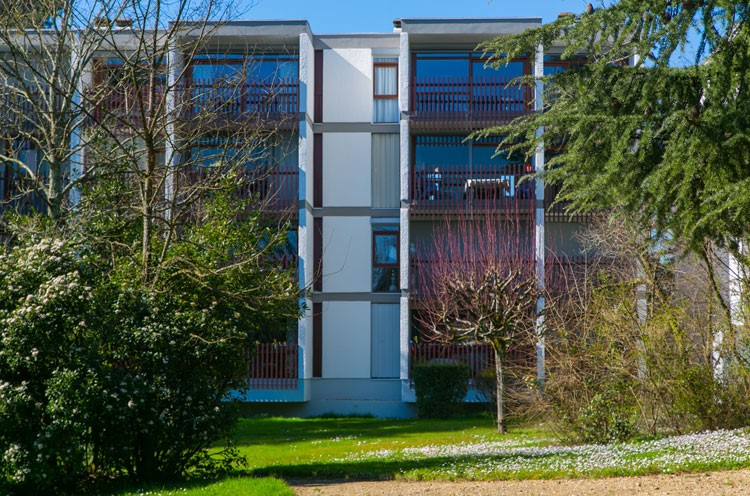
L'un des bâtiments de la résidence Saint-Bris (1963).

Le hameau de Noailles  à Talence, est construit entre 1968 et 1973, sur 4 hectares, présente 140 appartements et 50 logements individuels avec une piscine et un tennis.
La résidence Saint-Bris à Villenave d'Ornon, conçue en 1963. La résidence est bâtie sur un parc arboré de 2,25 hectares. Elle comprend 90 logements répartis entre 6 bâtiments qui portent des noms d’arbres dont plusieurs, centenaires et remarquables, ornent le parc.

### Édifices religieux

Église Saint-Esprit de Lormont (1966).

En 1964, construction de la Chapelle Notre-Dame-des-Grâces pour le lycée Sainte-Marie Grand Lebrun à Bordeaux-Caudéran. L'église Saint Delphin à Villenave d'Ornon est réalisée en béton en 1965 et fait l'objet d’un classement à l’inventaire du label patrimoine du XXe siècle. De même l'église Saint-Esprit de Lormont est aussi construite en béton en 1966, elle est inscrite au titre des monuments historiques depuis 2000 et a reçu  le label « Patrimoine du XXe siècle ».

### Tertiaire
L'immeuble de la société Marie-Brizard rue Fondaudège à Bordeaux est réalisé ente 1955 et 1960.

## Récompense
- 1965 : grand prix du Cercle d’études architecturales partagé avec l'Atelier d'urbanisme et d'architecture (AUA) et Atelier de Montrouge[17].

## À voir